# MSNBC
MSNBC는 미국과 캐나다에서 24시간 뉴스를 제공하는 케이블 뉴스 채널이다. 마이크로소프트와 NBC가 결합된 이름이다. 1996년에 마이크로소프트사와 제네럴 일렉트릭사의 방송부문(출범당시 NBC, 현재 NBC 유니버설)이 합작하여 같은 해 7월 15일부터 서비스를 제공하기 시작했다.
2005년 12월 23일 NBC Universal이 텔레비전 방송 분야의 지분을 추가 매입하여 마이크로소프트사의 지분은 18%로 줄게 되었으나 MSNBC.com의 지분은 50대 50으로 유지하고 있다.
MSNBC는 경제전문 자매(형제)채널인 CNBC와 마찬가지로 무지개색 공작 모양의 NBC 로고를 사용한다. 현재 전반적으로 중도진보적 방송성향을 보이는 MSNBC는, 별칭으로 '정치의 장'(The Place for Politics) 등을 사용한다. 회사의 소재지는 미국 뉴욕주 뉴욕시의 록펠러 센터(GE 빌딩, NBC와 건물을 함께 사용하며, NBC News와 마찬가지로 이 건물을 '세상 소식의 중심'(World News Headquarters)라 부름)이다.

## 같이 보기
- MSN
- NBC
- 닛케이 CNBC
- CNN
- 키스 올버맨, MSNBC 카운트다운 위드 키스 올버먼 진행자